# Srednji Petrovići
Srednji Petrovići (cyr. Средњи Петровићи) – wieś w Bośni i Hercegowinie, w Republice Serbskiej, w gminie Krupa na Uni. W 2013 roku była zamieszkiwana przez 2 mieszkańców.